# Batalla de San Juan de Ulúa (1838)
La Batalla de San Juan de Ulúa tuvo lugar durante la Guerra de los Pasteles, desde el 27 de noviembre al 5 de diciembre de 1838 en la fortaleza de San Juan de Ulúa en el estado de Veracruz, México, entre elementos del ejército mexicano al mando de los generales Antonio López de Santa Anna y Mariano Arista contra elementos del ejército francés comandados por el almirante Charles Baudin.

## Batalla
En 1838, una expedición francesa fue enviada en contra de México. Francia envió una escuadra bajo el mando del contraalmirante Charles Baudin, para ejercer un bloqueo de todos los puertos mexicanos en el océano Atlántico desde Yucatán hasta Río Grande, tomando por pretexto los actos de violencia y robos hacia ciudadanos franceses, entre las que se encontraban las peticiones de un pastelero francés. 
En el agosto siguiente, una escuadra acababa de recibir la orden de dirigirse hacia las costas de México para comenzar el bloqueo, con el fin de forzar a las autoridades mexicanas a pagar los supuestos daños causados. El príncipe de Joinville que había recibido el mando de Le Créole, una corbeta de 24 cañones, partió de Brest el 1 de septiembre con el contraalmirante Baudin, comandante de la escuadra. La acción fue de cierta facilidad para la flota francesa, la guarnición era débil y la artillería mexicana obsoleta. Las tropas desembarcaron el 4 de diciembre de 1838 y decidieron tomar el puerto de Veracruz.
En la acción militar, el capitán Blas Godínez Brito fue herido en la batalla, al igual que el expresidente de México Antonio López de Santa Anna quien, a raíz de las heridas, perdería una pierna.
Al no aceptar las condiciones francesas, la escuadra extranjera comenzó a bombardear San Juan de Ulúa, generándole serios daños a la fortaleza y arrebatando la vida a varios marinos mexicanos que la defendían.

## Galería

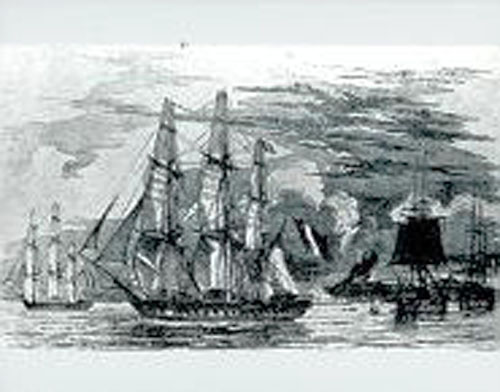
Bloqueo francés de 1838.

- Datos: Q517262
- Multimedia: Battle of San Juan de Ulúa / Q517262